# Club Balonmano Cantabria
O Club Balonmano Cantabria foi um clube de andebol de Santander, Espanha. Foi fundado em 1975, competindo inicialmente na liga local. Ganhou por duas vezes a Liga ASOBAL e uma vez o europeu. Foi dissolvido em 2008.

## Títulos
EHF
- Campeão: 1993–94

Liga ASOBAL
- Campeão: 1992–93, 1993–94